# ماریتا باوئراشمیت
ماریتا باوئراشمیت (آلمانی: Maritta Bauerschmidt؛ زادهٔ ۲۳ مارس ۱۹۵۰) ژیمناست هنری اهل آلمان بود.
وی در مسابقات کشوری و بین‌المللی در مجموع برندهٔ ۱ مدال برنز شده‌است.